# Амелунг фон Ферден
Амелунг фон Ферден (на немски: Amelung von Verden; * ок. 908; † 5 май 962) от род Билунги, е 15-ият епископ на Ферден (933 – 962), 10-ият от фамилията му Билунги.

## Биография
Той е вторият син на богатия граф Билунг или Билинг от Източна Саксония († 26 май 967) и брат на по-късния маркграф и херцог на Саксония Херман Билунг († 973) и Вихман I Стари († 962), граф в Барденгау. Баща му е близък роднина с крал Хайнрих I Птицелов.
След смъртта на епископ Адалвард († 27 октомври 933) крал Хайнрих I го номинира за епископ на Ферден. През септември 937 г. той е в Магдебург при Ото I. Преди 956 г. Амелунг и брат му Херман, тогава маркграф, основават манастир Св. Михаелис в Люнебург.
След смъртта му епископ на Ферден става от 962 г. Бруно I Саксонски († 976), вероятно син на брат му Вихман I.